# Robin Schulz
Pour les articles homonymes, voir Schulz.
Robin Schulz (prononcé en allemand : [ʁobɪn ʃʊlts]) (né le 28 avril 1987 à Osnabrück) est un DJ et producteur allemand de musique électronique. Il est notamment connu pour son remix de Waves de Mr. Probz, qui s'installe en tête des classements de vente dans de nombreux pays européens au printemps 2014. Son remix de Prayer in C du groupe français Lilly Wood and the Prick connaît le même succès.

## Biographie
La musique électronique joue un rôle majeur dans la vie de Robin Schulz depuis sa plus tendre enfance. Son père était un DJ renommé dans les années 1980. Schulz lui-même achète sa première console de mixage à l'âge de 15 ans. 
Il acquiert une notoriété en 2013 grâce à divers remixes de singles à succès. Le remix du top dix néerlandais Waves de Mr. Probz attire beaucoup d'attention sur sa page SoundCloud. Sa reprise sort en single en Allemagne au début de 2014 et peu de temps après aussi en Autriche et en Suisse. Dans les trois pays, le remix arrive premier dans les charts,. 
Le 24 février 2017, un documentaire intitulé Robin Schulz - The Movie sur la vie et l'œuvre de Schulz en tant que disc jockey est présenté en avant-première à Hambourg.
Le 9 juillet 2021, Schulz sort, en collaboration avec le DJ allemand Alle Farben, un remake de Somewhere over the Rainbow / What a Wonderful World, dans lequel le chanteur original Israel Kamakawiwoʻole figure également en tant que chanteur invité officiel. Le 12 novembre 2021, un single sort en collaboration avec le musicien israélien Dennis Lloyd. La chanson est écrite à l'origine par Lloyd, qui l'avait déjà composée dix ans auparavant, à l'âge de 18 ans, et qui attendait le bon moment pour la sortir. Young Right Now n'est pas la première collaboration entre Lloyd et Schulz. Schulz avait déjà remixé le single Never Go Back de Lloyd.
Le 28 janvier 2022, Schulz sort le single In Your Arms (For an Angel) en collaboration avec les musiciens allemands Topic, Nico Santos et Paul van Dyk. Le 5 août 2022, Schulz sort la chanson Miss You. Le DJ berlinois Leon Kirschnek, alias Southstar, affirme alors que Schulz lui avait volé la chanson. 
Le 25 août 2023, Schulz sort Pink, son cinquième album studio. L'album se classe dans les hit-parades en Allemagne, en Autriche et en Suisse, mais ne réussit pas à égaler le succès de ses prédécesseurs. En octobre 2023, il collabore avec la chanteuse britannique de RnB contemporain Rita Ora et le rappeur argentin Tiago PZK. Il en ressort le titre I'll Be There, qui devient un succès en Allemagne.

## Discographie

### Albums studio
- 2014 : Prayer
- 2015 : Sugar
- 2017 : Uncovered
- 2021 : IIII
- 2023 : Pink